# George Wells Beadle
George Wells Beadle, ameriški genetik, * 22. oktober 1903, Wahoo, Nebraska, † 9. junij 1989.
Leta 1958 je bil soprejemnik polovice Nobelove nagrade za fiziologijo in medicino z Edwardom Lawriejem Tatumom, za njuno odkritje delovanja genov s pomočjo regulacije biokemičnih dogodkov znotraj celice.